# Možga
Možga (udmurtsky i rusky Можга) je město v Udmurtsku v Ruské federaci. Při sčítání lidu v roce 2010 mělo bezmála padesát tisíc obyvatel.

## Poloha
Možga leží na soutoku Sjugy a Sjugailky v povodí Valy (přítok Kilmezu). Od Iževsku, hlavního města republiky, je vzdálena zhruba sto kilometrů na jihozápad.

## Dějiny
Možga vznikla současně se založením sklárny v roce 1835. Městem je od roku 1927 pod jménem Možga.